# 奥斯卡·德马科斯
奥斯卡·德马科斯·阿拉纳（西班牙語：Óscar de Marcos Arana，1989年4月14日—）是一名已退役西班牙足球運動員，曾效力西甲球會，司職中場。

## 榮譽

### 俱樂部
畢爾包
- 西班牙超級盃冠軍：2015、2020–21年[1]

## 外部連結
- Soccerway資料庫：奥斯卡·德马科斯
- 畢爾包體育會檔案
- BDFutbol檔案（页面存档备份，存于）
- Futbolme檔案 （页面存档备份，存于） （西班牙文）
- 奥斯卡·德马科斯 – FIFA國際賽競賽紀錄 (存檔)
- Transfermarkt檔案 （页面存档备份，存于）